# Panorama Museum
Panorama Museum – muzeum w Bad Frankenhausen/Kyffhäuser (Turyngia) w Niemczech, otwarte 14 września 1989 w ówczesnym NRD.
Muzeum w kształcie rotundy o średnicy 43,72 i wysokości 27,85 metrów znajduje się w miejscu bitwy pod Frankenhausen.

## Bauernkriegspanorama
W muzeum mieści się Bauernkriegspanorama – panorama bitwy pod Frankenhausen z 15 maja 1525 (wojna chłopska w Niemczech) namalowana w latach 1976–1987 przez niemieckiego malarza i grafika Wernera Tübkego na zlecenie Ministerstwa Kultury NRD.

### Opis
Panorama o szerokości 14 i długości 123 metrów pokazuje ponad 3000 postaci walczących stron. Obraz podzielony jest na oddzielne sceny przedstawiające różne wydarzenia mniej lub bardziej związane z wojną chłopską. Występują w nich Albrecht Dürer, Mikołaj Kopernik, Marcin Luter i przywódca powstania chłopskiego Thomas Müntzer. Panorama utrzymana jest w konwencji Albrechta Altdorfera, Hieronima Boscha i innych malarzy tego okresu.
Zdaniem krytyków sztuki, dzieło nie jest klasycznym obrazem batalistycznym, lecz raczej wizją filozoficzną epoki. Werner Tübke uwiecznił się na obrazie w stroju Arlekina.